# Claude Lapointe (Eishockeyspieler)
Claude Lapointe (* 11. Oktober 1968 in Lachine, Québec) ist ein ehemaliger kanadischer Eishockeyspieler, der während seiner aktiven Karriere zwischen 1985 und 2008 unter anderem 913 Spiele für die Nordiques de Québec, Colorado Avalanche, Calgary Flames, New York Islanders und Philadelphia Flyers in der National Hockey League auf der Position des Centers bestritten hat.

## Karriere
Lapointe verbrachte seine Jugendzeit in seiner Heimatprovinz Québec, bevor er zur Saison 1985/86 zu den Draveurs de Trois-Rivières aus der Ligue de hockey junior majeur du Québec wechselte. Dort spielte er zwei Jahre lang, ehe er innerhalb der Liga zu den Titan de Laval transferiert wurde. Nach seinem dritten Spieljahr in der LHJMQ wurde er im NHL Entry Draft 1988 in der zwölften Runde an 234. Stelle von den Nordiques de Québec aus der National Hockey League ausgewählt. In seinem letzten Juniorenjahr gewann er schließlich den Titel der Liga, den Coupe du Président, und war dadurch auch im anschließenden Memorial Cup vertreten.
Im Sommer 1989 wechselte der Stürmer in den Profibereich. Zunächst war er die ersten beiden Jahre im Franchise der Nordiques de Québec hauptsächlich für deren Farmteam, die Halifax Citadels, in der American Hockey League aktiv. Erst in der Saison 1990/91 feierte der Angreifer sein NHL-Debüt, war dann aber dort mit Beginn der Spielzeit 1992/93 bis zur Umsiedlung der Nordiques nach der Saison 1994/95 uneingeschränkter Stammspieler. Mit Beginn des Spieljahres 1995/96 war Lapointe dann für die Colorado Avalanche, wie sich das Team nach seiner Umsiedlung nannte, aktiv. Nach lediglich drei Einsätzen wurde er aber Anfang November 1995 für ein Siebtrunden-Wahlrecht im NHL Entry Draft 1996 an die Calgary Flames abgegeben. Dort kam er im Verlauf der Spielzeit auch erstmals wieder in der AHL zum Einsatz.
Da der Vertrag des Kanadiers im Sommer 1996 auslief, schloss er sich als Free Agent zu den New York Islanders. Dort spielte Lapointe die folgenden sieben Jahre, bis er im März 2003 im Tausch für ein Fünftrunden-Wahlrecht im NHL Entry Draft 2003 an die Philadelphia Flyers abgegeben wurde. Für die Flyers war er bis zum Ende der Saison 2003/04 aktiv. Anschließend beendete er seine Karriere im Alter von 35 Jahren. Nach einer mehr als zweijährigen Pause feierte der Stürmer im September 2006 ein kurzes Comeback beim SC Bern aus der Schweizer Nationalliga A, das allerdings nach bereits vier Spielen endete. In der Saison 2007/08 lief er noch einmal in der Ligue Nord-Américaine de Hockey für die Caron & Guay de Trois-Rivières auf.

### International
Für sein Heimatland spielte Lapointe im Rahmen der Weltmeisterschaft 1999 in Norwegen. Dabei bestritt er zehn Turnierspiele für die Kanadier und sammelte dabei vier Scorerpunkte. Das Turnier schloss das Team auf dem vierten Rang und damit knapp außerhalb der Medaillenränge ab.

## Erfolge und Auszeichnungen
- 1989 Coupe-du-Président-Gewinn mit den Titan de Laval

## Karrierestatistik

### International
Vertrat Kanada bei:
- Weltmeisterschaft 1999

(Legende zur Spielerstatistik: Sp oder GP = absolvierte Spiele; T oder G = erzielte Tore; V oder A = erzielte Assists; Pkt oder Pts = erzielte Scorerpunkte; SM oder PIM = erhaltene Strafminuten; +/− = Plus/Minus-Bilanz; PP = erzielte Überzahltore; SH = erzielte Unterzahltore; GW = erzielte Siegtore; 1 Play-downs/Relegation; Kursiv: Statistik nicht vollständig)